# بيبي دودز
بيبي دودز (بالإنجليزية: Baby Dodds)‏ هو طبال أمريكي، ولد في 24 ديسمبر 1898 في نيو أورلينز في الولايات المتحدة، وتوفي في 14 فبراير 1959 في شيكاغو في الولايات المتحدة.

## وصلات خارجية
- بيبي دودز على موقع IMDb (الإنجليزية)
- بيبي دودز على موقع IMDb (الإنجليزية)
- بيبي دودز على موقع الموسوعة البريطانية (الإنجليزية)
- بيبي دودز على موقع ميوزك برينز (الإنجليزية)
- بيبي دودز على موقع أول ميوزيك (الإنجليزية)
- بيبي دودز على موقع ديسكوغز (الإنجليزية)